# La Dépêche (Indochine française)
Pour les articles homonymes, voir La Dépêche.
La Dépêche est un journal créé par Henry Chavigny de Lachevrotière en 1928 à Saïgon. Il en sera à la fois le propriétaire et le rédacteur en chef. Ce sera le quotidien français le plus lu de Saïgon avec un tirage de 3500 exemplaires par jour. Il a été publié jusqu'en 1946, date à laquelle Henry Chavigny de Lachevrotière crée L'Union française. La rédaction du journal était située au 23-25 rue Catinat à Saïgon.